# 登根大斗
登根 大斗（とね だいと、2002年7月3日 - ）は、ジャパンラグビーリーグワン豊田自動織機シャトルズ愛知に所属するラグビーユニオン選手。

## 経歴
奈良県立御所実業高等学校では、2年時の春、全国高等学校選抜ラグビーフットボール大会（春の熊谷）で先発出場。3年時の花園（全国高等学校ラグビーフットボール大会）でも先発出場した。
明治大学では、3年時と4年時とも控えのスクラムハーフとして大学選手権に出場した。
2025年2月4日、ジャパンラグビーリーグワン豊田自動織機シャトルズ愛知への加入を発表した。同年3月、明治大学卒業。